# Perrissina crocea
Perrissina crocea là một loài ruồi trong họ Tachinidae.